# بيير إيسرز
بيير إيسرز (بالهولندية: Pierre Essers)‏ هو لاعب كرة قدم هولندي في مركز الهجوم، ولد في 20 فبراير 1959 في ماستريخت في هولندا. لعب مع نادي رويال شارلروا ونادي هامبورغ 08 ونادي والسول ونيوكاسل بريكرز وهاسيلت.